# Rúnar Þór Sigurgeirsson
Rúnar Þór Sigurgeirsson (28 dicembre 1999) è un calciatore islandese, difensore del Willem II e della nazionale islandese.

## Caratteristiche tecniche
È un terzino sinistro.

## Carriera

### Club
Cresciuto nel settore giovanile del Keflavík, debutta in prima squadra il 9 febbraio 2018 in occasione dell'incontro di coppa di lega islandese perso 1-0 contro lo Stjarnan. Realizza la sua prima rete l'11 maggio 2019 nel match di seconda divisione vinto 3-1 contro il Magni.
Nell'estate del 2023 si è trasferito nella seconda divisione olandese al Willem II, con cui ha vinto il campionato.

### Nazionale
Il 30 maggio 2021 debutta con la nazionale islandese giocando l'amichevole persa 2-1 contro il Messico.

## Statistiche
Statistiche aggiornate al 30 maggio 2021.

### Presenze e reti nei club
| Stagione        | Squadra         | Campionato      | Campionato | Campionato | Coppe nazionali | Coppe nazionali | Coppe nazionali | Coppe continentali | Coppe continentali | Coppe continentali | Altre coppe | Altre coppe | Altre coppe | Totale | Totale | Totale |
| Stagione        | Squadra         | Comp            | Pres       | Reti       | Comp            | Pres            | Reti            | Comp               | Pres               | Reti               | Comp        | Pres        | Reti        | Pres   | Reti   |        |
| --------------- | --------------- | --------------- | ---------- | ---------- | --------------- | --------------- | --------------- | ------------------ | ------------------ | ------------------ | ----------- | ----------- | ----------- | ------ | ------ | ------ |
| 2018            | Keflavík        | UD              | 4          | 0          | CI+CdL          | 0+2             | 0               |                    | -                  | -                  |             | -           | -           | 6      | 0      |        |
| 2019            | Keflavík        | 1D              | 16         | 4          | CI+CdL          | 1+2             | 0               |                    | -                  | -                  |             | -           | -           | 19     | 4      |        |
| 2020            | Keflavík        | 1D              | 18         | 1          | CI+CdL          | 1+3             | 1+1             |                    | -                  | -                  |             | -           | -           | 22     | 3      |        |
| 2021            | Keflavík        | UD              | 6          | 0          | CI+CdL          | 0+4             | 0+4             |                    | -                  | -                  |             | -           | -           | 10     | 4      |        |
| Totale carriera | Totale carriera | Totale carriera | 44         | 5          |                 | 13              | 6               |                    | -                  | -                  |             | -           | -           | 57     | 11     |        |

### Cronologia presenze e reti in nazionale
| Cronologia completa delle presenze e delle reti in nazionale ― Islanda | Cronologia completa delle presenze e delle reti in nazionale ― Islanda | Cronologia completa delle presenze e delle reti in nazionale ― Islanda | Cronologia completa delle presenze e delle reti in nazionale ― Islanda | Cronologia completa delle presenze e delle reti in nazionale ― Islanda | Cronologia completa delle presenze e delle reti in nazionale ― Islanda | Cronologia completa delle presenze e delle reti in nazionale ― Islanda | Cronologia completa delle presenze e delle reti in nazionale ― Islanda |
| Data                                                                   | Città                                                                  | In casa                                                                | Risultato                                                              | Ospiti                                                                 | Competizione                                                           | Reti                                                                   | Note                                                                   |
| ---------------------------------------------------------------------- | ---------------------------------------------------------------------- | ---------------------------------------------------------------------- | ---------------------------------------------------------------------- | ---------------------------------------------------------------------- | ---------------------------------------------------------------------- | ---------------------------------------------------------------------- | ---------------------------------------------------------------------- |
| 30-5-2021                                                              | Arlintgon                                                              | Messico                                                                | 2 – 1                                                                  | Islanda                                                                | Amichevole                                                             | -                                                                      | 80’                                                                    |
| 6-11-2022                                                              | Abu Dhabi                                                              | Arabia Saudita                                                         | 1 – 0                                                                  | Islanda                                                                | Amichevole                                                             | -                                                                      | 56’                                                                    |
| Totale                                                                 |                                                                        | Presenze                                                               | 2                                                                      |                                                                        | Reti                                                                   | 0                                                                      |                                                                        |

## Palmarès

### Club

#### Competizioni nazionali
- 1. deild karla: 1

Keflavík: 2020
- Eerste Divisie: 1

Willem II: 2023-2024